# HMAS Ovens
HMAS Ovens (S-70) – okręt podwodny typu Oberon zbudowany w stoczni Scott’s Shipbuilding and Engineering Company, stępka została położona 1 lipca 1966, a okręt wodowano 4 grudnia 1967  Jednostka weszła do służby Royal Australian Navy 18 kwietnia 1969, a została z niej wycofana 1 grudnia 1995.
„Ovens” drugim okrętem podwodnym o napędzie klasycznym, z którego wystrzelono pocisk Harpoon (1985). Wtedy zmieniono jego oznaczenie z SS na SSG.
Obecnie HMAS „Ovens” to okręt muzeum w Western Australian Maritime Museum w Perth.